# Diocesi di Apamea Ciboto
La diocesi di Apamea Ciboto (in latino: Dioecesis Apamensis) è una sede soppressa e sede titolare della Chiesa cattolica.

## Storia
Apamea Ciboto, identificabile con Dinar nel distretto omonimo in Turchia, è un'antica sede episcopale della provincia romana della Pisidia nella diocesi civile di Asia. Faceva parte del patriarcato di Costantinopoli ed era suffraganea dell'arcidiocesi di Antiochia.
La diocesi è documentata nelle Notitiae Episcopatuum del patriarcato di Costantinopoli fino al XII secolo.
Sono diversi i vescovi noti di questa antica diocesi. Nel II secolo, all'epoca della controversia montanista, visse Julinum Apameae, viros probos et episcopos, che Le Quien attribuisce alla diocesi di Apamea di Pisidia. Tarsichio prese parte al primo concilio ecumenico celebrato a Nicea nel 325. Teodolo fu testimone e sottoscrisse il testamento di Gregorio Nazianzeno il 31 maggio 381. Al successivo concilio di Costantinopoli, conclusosi il 9 luglio 381, Teodolo non prese parte, o perché nel frattempo deceduto o per altri motivi ignoti; al suo posto firmò gli atti il presbitero Aussanone.
Secondo la Historia ecclesiastica di Socrate Scolastico, il vescovo Teosebio sarebbe stato trasferito, prima del 434, da Apamea d'Asia a Eudoxiopoli di Tracia, sede identificata con quella di Selimbria. Michel Le Quien attribuisce il vescovo Teosebio alla sede di Apamea in Bitinia nella diocesi civile del Ponto. Secondo Destephen, non esiste una provincia d'Asia, ma la diocesi civile, nella quale l'unica sede di Apamea è quella della Pisidia; Teosebio dunque potrebbe appartenere a questa diocesi e non a quella omonima della Bitinia.
Paolino partecipò al concilio di Calcedonia nel 451 e sottoscrisse nel 458 la lettera dei vescovi della Pisidia all'imperatore Leone I dopo la morte del patriarca Proterio di Alessandria. Un Conon Apameae in Phrygia episcopus è documentato nel V secolo e attribuito da Le Quien alla sede della Pisidia. Giovanni partecipò al secondo concilio di Costantinopoli nel 553. Sisinnio assistette al secondo concilio di Nicea nel 787. Due vescovi, Teodoro e Teognosto, parteciparono al concilio di Costantinopoli dell'879-880: secondo Le Quien i due prelati erano stati ordinati dai due patriarchi in competizione, e cioè Ignazio e Fozio.
Le scoperte archeologiche hanno riportato alla luce i sigilli di due vescovi del X secolo, Eutimio e Basilio.
Dal 1933 Apamea Ciboto è annoverata tra le sedi vescovili titolari della Chiesa cattolica; la sede è vacante dal 13 giugno 1975.

## Cronotassi

### Vescovi greci
- Giuliano † (II secolo)
- Tarsichio † (menzionato nel 325)
- Teodolo † (menzionato nel 381)
- Teosebio ? † (prima del 434 nominato vescovo di Selimbria)
- Paolino † (prima del 451 - dopo il 458)
- Conone † (V secolo)
- Giovanni † (menzionato nel 553)
- Sisinnio † (menzionato nel 787)
- Teodoro † (menzionato nell'879)
- Teognosto † (menzionato nell'879)
- Eutimio † (circa X secolo)
- Basilio † (circa X secolo)

### Vescovi titolari
- Eustace John Smith,[12] O.F.M. † (8 dicembre 1955 - 13 giugno 1975 deceduto)